# Faramea persistisepta
Faramea persistisepta är en måreväxtart som beskrevs av John Duncan Dwyer och M.Victoria Hayden. Faramea persistisepta ingår i släktet Faramea och familjen måreväxter.
Artens utbredningsområde är Bolivia. Inga underarter finns listade i Catalogue of Life.